# Eosentomon chishiaense
Eosentomon chishiaense är en urinsektsart som beskrevs av Yin 1965. Eosentomon chishiaense ingår i släktet Eosentomon och familjen trakétrevfotingar. Inga underarter finns listade i Catalogue of Life.